# Ясногорск (Тулска област)
Ясногорск (на руски: Ясногорск) е град в Русия, административен център на Ясногорски район, Тулска област. Населението на града към 1 януари 2018 година е 15 706 души.

## География
Градът е разположен по брега на реща Вашана, на 32 км северно от Тула и 142 км южно от столицата Москва.